# 6-Stunden-Rennen von Silverstone 1977

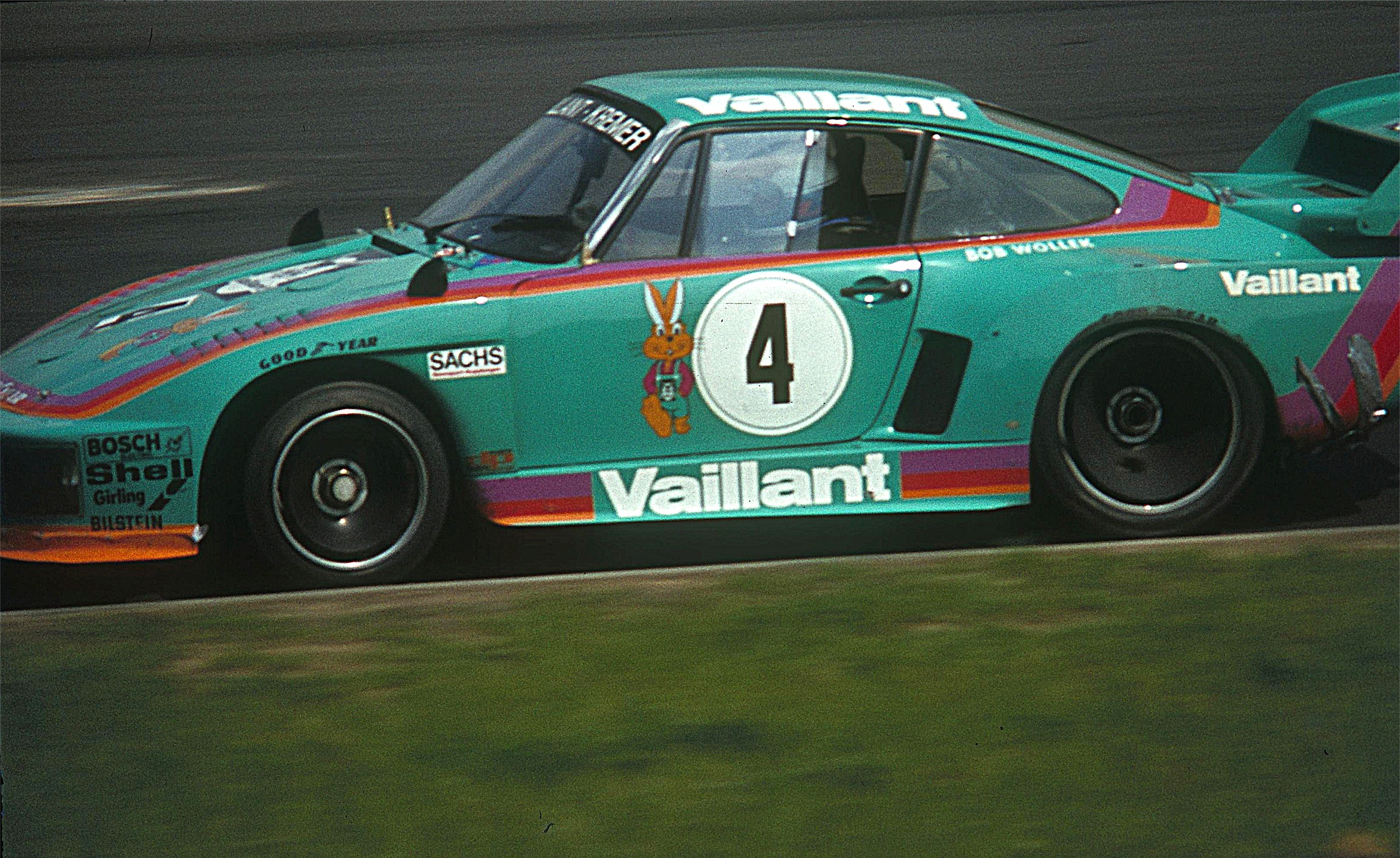
Der Kremer-Porsche 935, hier mit Bob Wollek am Steuer beim 1000-km-Rennen auf dem Nürburgring 1977. Mit diesem Wagen erreichte Wollek mit Partner John Fitzpatrick in Silverstone den zweiten Gesamtrang

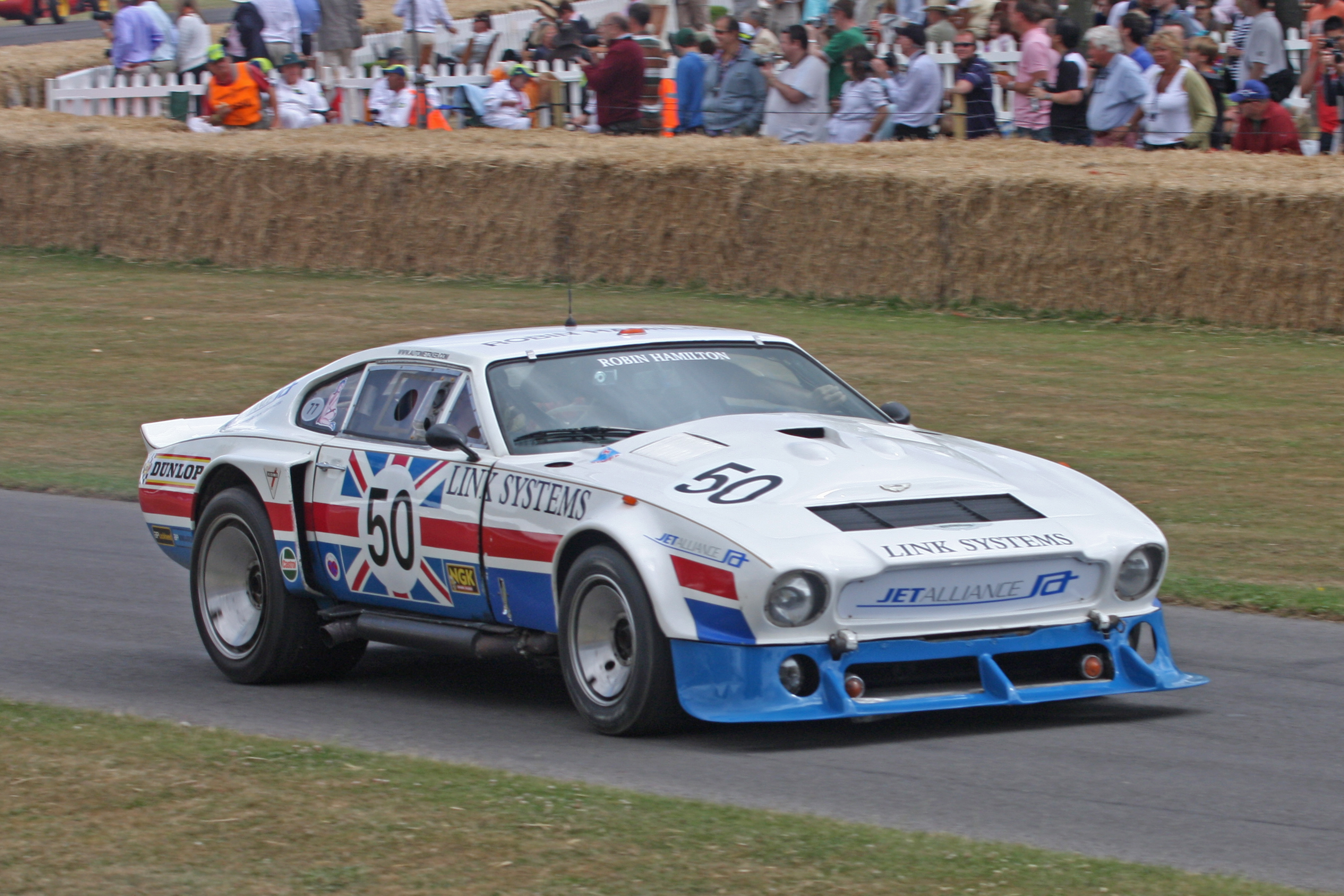
Aston Martin AM V8

Das 6-Stunden-Rennen von Silverstone 1977, auch Kosset World Manufacturers 6 Hours, Silverstone, fand am 15. Mai auf dem Silverstone Circuit statt und war der fünfte Wertungslauf der Sportwagen-Weltmeisterschaft dieses Jahres.

## Das Rennen
Die Rennveranstaltung in Silverstone war nach dem 24-Stunden-Rennen von Daytona (Gesamtsieger Hurley Haywood, John Graves und Dave Helmick im Porsche 911 Carrera RSR) und dem 6-Stunden-Rennen von Mugello (Gesamtsieger Rolf Stommelen und Manfred Schurti im Porsche 935) der dritte Wertungslauf der Marken-Weltmeisterschaft 1977. Porsche demonstrierte dabei die Stärke, die die deutsche Marke mit ihren Rennsportmodellen in dieser Rennserie inzwischen hatte. Unter den ersten 14 Klassierten der Schlusswertung befanden sich 13 Porsche. Unterbrochen wurde diese Motorsport-Hegemonie nur durch den viertplatzierten Faltz-BMW 320i von Ronnie Peterson und Helmut Kelleners.
Das Rennen prägten der Werks-Porsche 935 von Jochen Mass und Jacky Ickx, sowie der Kremer-Porsche von Bob Wollek und John Fitzpatrick und die beiden Gelo-Racing.935 von Stommelen/Hezemans und Schenken/Bell. Von der Pole-Position aus ging Jochen Mass ins Rennen, der im Qualifikationstraining mit einer Zeit von 1:25,910 Minuten (Schnitt 197,729 km/h) die schnellste Runde gefahren war. Knapp dahinter lag Bob Wollek im Kremer-Porsche.
Mass und Ickx führten die ersten vier Rennstunden ohne Unterbrechung, dann zwang ein ungeplanter Wechsel der Bremsbelege den Porsche 3 Minuten und 30 Sekunden an die Box. Dadurch kam Wollek im Kremer-935 kurzzeitig in Führung. Die Entscheidung fiel durch einen Wolkenbruch eine Stunde vor Rennschluss. Während das gesamte Feld zum Reifenwechsel an die Boxen kam, fuhr Mass mit Slicks und weiterhin hohem Tempo einfach weiter. Als er kurz vor Rennende ebenfalls auf Regenreifen wechselte, hatte er einen Vorsprung von drei Runden herausgefahren.

## Ergebnisse

### Schlussklassement
| 1               | Gr. 5   | 1  | Martini Racing            | Jochen Mass Jacky Ickx                                  | Porsche 935/77            | 231 |
| 2               | Gr. 5   | 3  | Porsche Kremer Racing     | Bob Wollek John Fitzpatrick                             | Porsche 935               | 228 |
| 3               | Gr. 5   | 6  | Gelo Racing Team          | Rolf Stommelen Toine Hezemans                           | Porsche 935               | 223 |
| 4               | Gr. 5   | 51 | Faltz                     | Ronnie Peterson Helmut Kelleners                        | BMW 320i                  | 216 |
| 5               | Gr. 5   | 11 | Kannacher GT Racing       | Franz Konrad Peter Hähnlein                             | Porsche 935               | 215 |
| 6               | Gr. 5   | 8  | Jolly Club                | Carlo Facetti Martino Finotto                           | Porsche 935               | 212 |
| 7               | GT      | 9  | Jolly Club                | Vittorio Brambilla Giampiero Moretti                    | Porsche 934               | 209 |
| 8               | GT      | 10 | GVEA                      | Claude Haldi Reinhold Joest                             | Porsche 934               | 207 |
| 9               | Gr. 5   | 31 | Kenneth Leim              | Kurt Simonsen Kenneth Leim                              | Porsche Carrera RSR       | 206 |
| 10              | GT      | 33 | Hahn Sportwagen           | Klaus Utz Armin Jahn                                    | Porsche Carrera RSR       | 200 |
| 11              | Gr. 5   | 35 | Chandler Ibec Team Lloyds | Mike Franey Ian Bracey                                  | Porsche Carrera RSR       | 196 |
| 12              | Gr. 5   | 14 | Gabriele Gottifredi       | Girolamo Capra Angelo Cogato Gabriele Gottifredi        | Porsche 934               | 195 |
| 13              | GT      | 12 | ASA Cachia                | Claude Ballot-Léna Jean-Louis Lafosse Philippe Dagoreau | Porsche 934               | 195 |
| 14              | ser. GT | 36 | Tony Wingrove             | Pete Lovett Tony Wingrove                               | Porsche Carrera           | 191 |
| 15              | ser. T  | 41 | Gordon Spice              | Gordon Spice Peter Clark                                | Ford Capri III            | 189 |
| 16              | ser. T  | 42 | Bob Gathercole            | Win Percy Stuart Rolt                                   | Ford Capri III            | 188 |
| 17              | ser. T  | 43 | Brian Robinson            | Brian Robinson Les Blackburn                            | Ford Capri III            | 183 |
| 18              | ser. T  | 39 | Nu-Luxe Foam              | John Myerscough Phil Dowsett Stuart Patterson           | Ford Capri III            | 179 |
| 19              | ser. T  | 40 | Hammonds Sauce            | Chris Craft Alain de Cadenet                            | Ford Capri III            | 175 |
| Nicht klassiert |         |    |                           |                                                         |                           |     |
| 20              | GT      | 47 | Spike Anderson            | Clive Richardson Jeremy Walton                          | Datsun 240Z               | 158 |
| 21              | ser. T  | 49 | Americana Jeans Monoposto | Gerry Marshall Tony Lanfranchi Barrie Williams          | BMW 3.0 Si                | 157 |
| 22              | Gr. 5   | 58 | Janspeed Racing           | Alec Poole Han Tjan John Handley                        | Datsun Sunny              | 128 |
| 23              | Gr. 5   | 22 | Robin Hamilton            | Robin Hamilton David Preece                             | Aston Martin AM V8        | 115 |
| Ausgefallen     |         |    |                           |                                                         |                           |     |
| 24              | Gr. 5   | 5  | Gelo Racing Team          | Tim Schenken Derek Bell                                 | Porsche 935               | 61  |
| 25              | GT      | 32 | Mike Fisher               | Brian Classic Mike Fisher Frank Sytner                  | Porsche Carrera           | 60  |
| 26              | Gr. 5   | 54 | Jolly Club                | Umberto Grano Siegfried Müller Martino Finotto          | Ford Escort RS 2000       | 50  |
| 27              | T       | 55 | Ken Coffey                | Ken Coffey Cyd Williams Marc Smith                      | Ford Escort RS 2000       | 38  |
| 28              | Gr. 5   | 19 | Stratstone                | Tim Goss Mike Gidden Bob Neville                        | MGB GT V8                 | 23  |
| Nicht gestartet |         |    |                           |                                                         |                           |     |
| 29              | Gr. 5   | 15 | Marco Capoferri           | Marco Capoferri Duilio Ghislotti                        | Porsche Carrera RSR Turbo | 1   |

1 Kupplungsschaden im Training

### Nur in der Meldeliste
Hier finden sich Teams, Fahrer und Fahrzeuge, die ursprünglich für das Rennen gemeldet waren, aber nicht daran teilnahmen.
| Pos. | Klasse | Nr. | Team                       | Fahrer                          | Chassis     |
| ---- | ------ | --- | -------------------------- | ------------------------------- | ----------- |
| 30   | Gr. 5  | 16  | Memphis Team International | Sepp Manhalter                  | BMW 3.5 CSL |
| 31   | ser. T | 38  | Tony Brennan               | Tony Brennan Jody Carr          | Ford Capri  |
| 32   | ser. T | 44  | Esso GB                    | Vince Woodman Jonathan Buncombe | Ford Capri  |

### Klassensieger
| Klasse  | Fahrer                  | Fahrer            | Fahrzeug        | Platzierung im Gesamtklassement |
| ------- | ----------------------- | ----------------- | --------------- | ------------------------------- |
| Gr. 5   | Jochen Mass             | Jacky Ickx        | Porsche 935/77  | Gesamtsieg                      |
| GT      | Vittorio Brambilla      | Giampiero Moretti | Porsche 934     | Rang 7                          |
| ser. GT | Pete Lovett             | Tony Wingrove     | Porsche Carrera | Rang 14                         |
| T       | kein Teilnehmer im Ziel |                   |                 |                                 |
| ser. T  | Gordon Spice            | Peter Clark       | Ford Capri III  | Rang 15                         |

### Renndaten
- Gemeldet: 32
- Gestartet: 28
- Gewertet: 19
- Rennklassen: 5
- Zuschauer: 20000
- Wetter am Renntag: warm und trocken, Regenschauer am Rennende
- Streckenlänge: 4,719 km
- Fahrzeit des Siegerteams: 6:00:00,000 Stunden
- Gesamtrunden des Siegerteams: 231
- Gesamtdistanz des Siegerteams: 1085,324 km
- Siegerschnitt: 180,887 km/h
- Pole Position: Jochen Mass – Porsche 935/77 (#1) – 1:25,910 = 197,729 km/h
- Schnellste Rennrunde: Jochen Mass – Porsche 935/77 (#1) – 1:27,280 = 194,626 km/h
- Rennserie: 5. Lauf zur Sportwagen-Weltmeisterschaft 1977